# Ellen Chapman
Ellen Chapman  (vers 1831 - 30 avril 1899) est une artiste de cirque britannique et une dompteuse de lions sous le nom de « Madame Pauline de Vere ».

## Biographie
Née en 1831, Ellen Chapman grandit avec la famille Manders, de la ménagerie de George Wombwell. En 1847, elle a fait ses débuts en tant que l'une des premières dompteuses de lions au monde à l'âge de 16 ans, sous le nom de scène « Madame Pauline de Vere », également connue sous le nom de « Reine Lion ». Elle travaille avec un groupe mixte de lions, de tigres et de léopards et  acclamée comme étant la première femme à mettre sa tête dans la gueule d'un lion. Elle devient célèbre lorsque la ménagerie Wombwell se soit produite pour la reine Victoria et le prince Albert au château de Windsor,.
Elle rejoint le Cirque de Sanger dont elle épouse le directeur, George Sanger, en 1850 . Ainsi, Ellen Chapman devenant Ellen Sanger continue d'assurer une cavalcade costumée  en Britannia, assise  au  sommet  d'un  char  doré  avec  un  lion  apprivoisé. Puis, elle abandonne sa carrière de dompteuse se limitant à faire la danse serpentine dans la cage aux lions.
Elle devient le sujet de deux peintures de George Christopher Horner, romantisant le dressage des animaux.
Ellen Sanger meurt le 30 avril 1899 à l'âge de 67 ans.